# كفر كيلا
كفر كيلا قرية سورية تتبع ناحية كفر تخاريم في منطقة حارم في محافظة إدلب. بلغ عدد سكانها 2037 نسمة في عام 2004 حسب إحصاء المكتب المركزي للإحصاء.